# Kids Diana Show
Eva Diana Kidisyuk (Kiev, 31 de março de 2014), conhecida online como Kids Diana Show, estilizado como ✿ Kids Diana Show, é uma YouTuber. Juntamente com seu irmão Roma (nascido em 22 de outubro de 2012) e seus pais Volodymyr e Olena, ela apresenta vários canais no YouTube que produzem conteúdo voltado para encenações. Desde março de 2021, seu canal principal era o 5º mais visualizado e 5º mais inscrito do mundo. Ele está entre os 10 canais mais inscritos no YouTube em 2024.

## Conteúdo
O conteúdo de Diana inclui unboxings, vlogs, entretenimento educativo e encenação. Seu irmão mais velho, Roma Kidisyuk, administra um canal no YouTube chamado Kids Roma Show (estilizado como ★ Kids Roma Show). Ela também tem dois irmãos mais novos, Oliver (nascido em 22 de dezembro de 2020) e Adam (nascido em 6 de fevereiro de 2023). Os canais de sua família são dublados em vários idiomas, incluindo hindi, japonês, indonésio, russo, espanhol, alemão, português e árabe.
Diana foi indicada ao décimo Streamy Awards anual de 2020 na categoria Pais e Família e ao Shorty Awards de 2021 na mesma categoria.

## História
Olena e Volodymyr Kidisyuk começaram a criar vídeos no YouTube como um hobby quando o irmão de Diana, Roma, nasceu. Nascida em Kiev, Ucrânia, Diana apareceu pela primeira vez em um vídeo em 2015, quando Olena lançou um canal no YouTube para compartilhar vídeos de Diana com amigos e familiares. Em 2017, ambos os pais deixaram seus empregos para se dedicarem em tempo integral ao canal no YouTube.
A família posteriormente se mudou para Miami, Flórida, onde permaneceram por um ano antes de se mudarem novamente para Dubai, Emirados Árabes Unidos.
Em maio de 2020, os pais de Diana assinaram um contrato com a Pocket.Watch, uma empresa de mídia infantil fundada em 2016 por Chris Williams e Albie Hecht. A Pocket.Watch liderou o desenvolvimento de Love, Diana — The Princess Of Play, uma franquia baseada em sua marca, incluindo uma série animada, um jogo mobile e mercadorias.
Love, Diana é uma série live-action animada composta por histórias curtas ambientadas na fictícia "Land of Play", onde Diana e Roma protegem amigos e familiares de personagens que simbolizam o tédio demonizado. O programa é distribuído no YouTube e em serviços OTT como Amazon Prime Video, The Roku Channel, Hulu e Samsung TV+.
| Canal                   | Inscritos, milhões | Visualizações, bilhões | Placas do YouTube | Placas do YouTube | Placas do YouTube  | Placas do YouTube | Placas do YouTube           |
| Canal                   | Inscritos, milhões | Visualizações, bilhões | Prêmio de Prata   | Prêmio de Ouro    | Prêmio de Diamante | Prêmio de Rubi    | Prêmio de Diamante Vermelho |
| Canal                   | Inscritos, milhões | Visualizações, bilhões | 0.1               | 1                 | 10                 | 50                | 100                         |
| ----------------------- | ------------------ | ---------------------- | ----------------- | ----------------- | ------------------ | ----------------- | --------------------------- |
| Kids Diana Show         | 129                | 110                    | 2016              | 2016              | 2018               | 2020              | 2022                        |
| Diana and Roma ARA      | 29,3               | 13,4                   | 2019              | 2019              | 2020               |                   |                             |
| Diana and Roma ESP      | 38,3               | 16                     | 2019              | 2019              | 2020               |                   |                             |
| Diana and Roma EN       | 27,8               | 9,4                    | 2017              | 2017              | 2020               |                   |                             |
| Kids Roma Show          | 39,5               | 16,3                   | 2016              | 2017              | 2019               |                   |                             |
| Diana and Roma HIN      | 28,4               | 13                     | 2019              | 2019              | 2020               |                   |                             |
| Диана и Рома на русском | 8,95               | 3,5                    | 2019              | 2020              |                    |                   |                             |
| Diana and Roma JPN      | 4,43               | 2                      | 2019              | 2020              |                    |                   |                             |
| Diana and Roma VNM      | 14,3               | 5,4                    | 2019              | 2020              | 2023               |                   |                             |
| Love, Diana             | 10,9               | 4,1                    | 2019              | 2020              | 2024               |                   |                             |
| Diana and Roma PRT      | 12,9               | 5,5                    | 2019              | 2019              | 2022               |                   |                             |
| Diana and Roma IND      | 16,3               | 7,2                    | 2019              | 2020              | 2022               |                   |                             |
| Diana and Roma Vlog     | 2,01               | 0,67                   | 2019              | 2019              |                    |                   |                             |

## Prêmios e indicações
| Ano  | Prêmio              | Categoria                | Resultado | Ref(s)              |
| ---- | ------------------- | ------------------------ | --------- | ------------------- |
| 2022 | Kids' Choice Awards | Melhor Criadora Feminina | Indicado  | [carece de fontes?] |